# Verdrag van Amsterdam

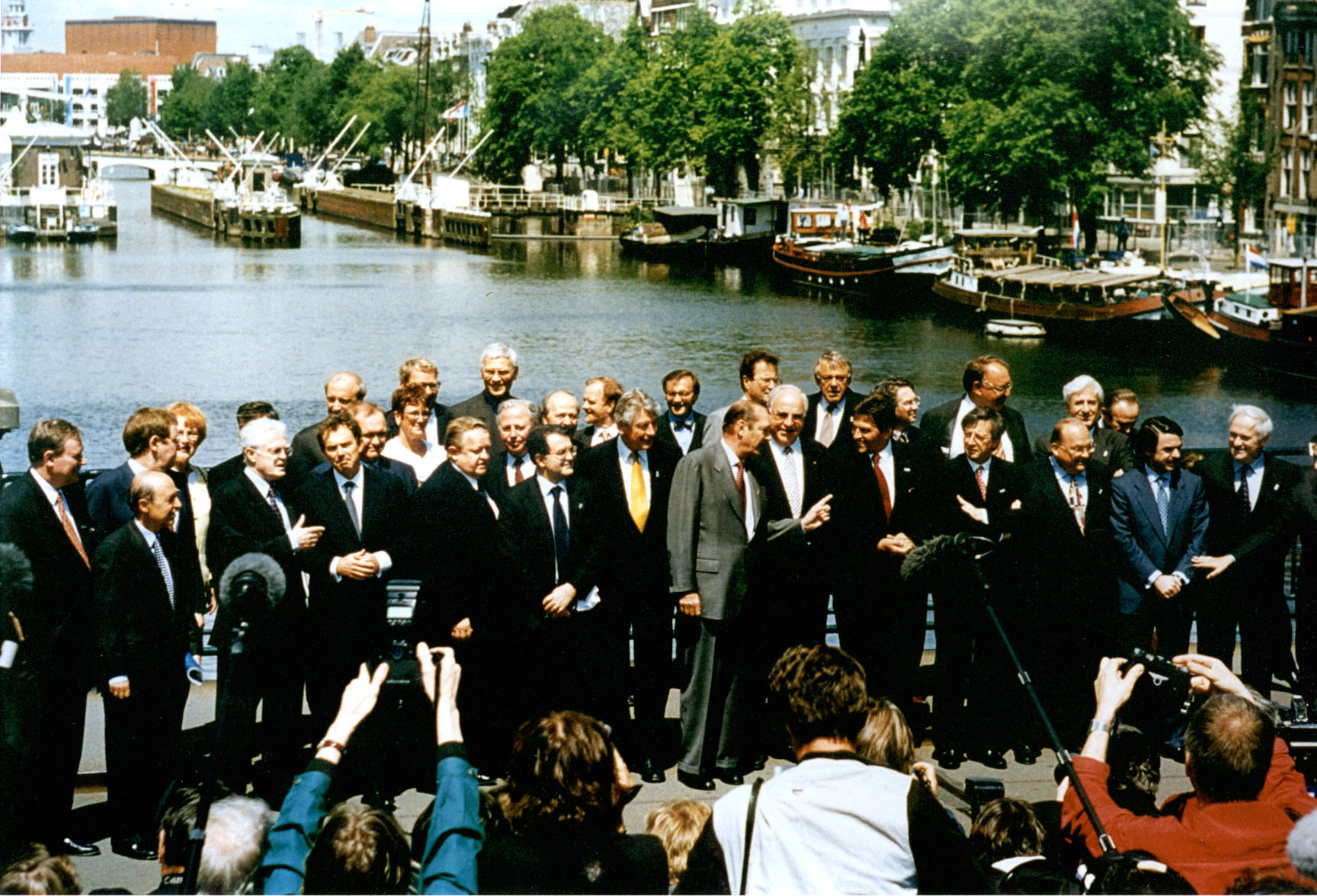
Ondertekenaars

Het Verdrag van Amsterdam is in 1997 gesloten door de lidstaten van de Europese Unie. Er zijn veranderingen mee vastgelegd van regelingen uit het Verdrag van Maastricht waarmee in 1992 de Europese Unie werd opgericht (EU-verdrag). Aan de onderhandelingen namen alle 15 toenmalige lidstaten van de EU deel, na het bereiken van overeenstemming is de overeenkomst op 2 oktober 1997, tijdens de Eurotop in Amsterdam, door de regeringsleiders getekend. Het Verdrag trad in werking op 1 mei 1999, na ratificatie door alle lidstaten.

## Belangrijkste wijzigingen
Het verdrag omvat onder andere:
- Eenvoudiger besluitvorming binnen de Unie door meer gebruik te maken van het stemmen met gekwalificeerde meerderheid;
- Verdere uitwerking van het Gemeenschappelijk buitenlands en veiligheidsbeleid, onder andere door binnen de Unie de functie van Hoge Autoriteit voor het Gemeenschappelijk Buitenlands en Veiligheidbeleid (tweede pijler) te creëren, die tevens de functie van Secretaris-Generaal van de Raad van de Europese Unie kreeg;
- Overhevelen van enkele bevoegdheden toegekend aan organen op het beleidsterrein Justitie en binnenlandse zaken (derde pijler Unieverdrag), naar organen ondergebracht in de zogenaamde eerste pijler.[1] Daardoor kon er voortaan op het gebied van onder andere immigratie- en asielbeleid supranationaal beslist worden, dat betekent door organen uit de eerste pijler van de Unie, in plaats van door de lidstaten.[2] Daarvoor was nodig dat alle lidstaten bereid waren de staatsrechtelijke soevereiniteit verdergaand over te dragen aan de Unie, dan eerder bij het Verdrag van Maastricht was gedaan. De derde pijler omvatte nu voornamelijk nog samenwerking in criminaliteitsbestrijding en werd hernoemd naar Politiële en justitiële samenwerking in strafzaken'.
- Onderbrengen van de Schengenakkoorden, over het vrije verkeer van personen en goederen, bij de EU-verdragen;
- Het amendeerde en hernummerde het Verdrag tot oprichting van de Europese Gemeenschap (EG-verdrag) en het EU-verdrag. De artikelen van het EU-verdrag, die de letters A tot en met S hadden gekregen, kregen een numerieke volgorde. Bij dit verdrag waren geconsolideerde versies van het EG-verdrag en het EU-verdrag - de complete verdragen bijgewerkt met de wijzigingen daarop door de nakomende verdragen - bijgevoegd.

## Kritiek
Het verdrag werd door velen gezien als het optimale compromis dat de lidstaten met hun verschillende integratiewensen hebben kunnen bereiken. Maar naast de voordelen en verdere ontwikkelingen die het Verdrag opleverde voor een intensivering van de samenwerking bestond er ook kritiek. Vanuit historisch perspectief zouden de regeringen er niet in zijn geslaagd de Europese Unie besluitvaardiger te maken en hebben ze niet bereikt dat de Unie kan worden uitgebreid. De voorbereidingen en het resultaat legden bloot dat er geen werkelijke consensus bestaat over het doel van de Europese integratie en de  richting die de Unie op moet gaan.
Ander belangrijk punt van kritiek was de verdergaande overdracht van bevoegdheden van de nationale staten op de Unie. De door het volk gekozen nationale parlementen legden nog meer bevoegdheden in handen van het  Europese parlement en de instellingen, die onder minder democratische controle staan. Met als bijwerking dat de grote staten, die meer zetels in het EU parlement en de instituties hebben, nog meer invloed krijgen en de kleine staten minder. Veel burgers zijn onder de gegeven omstandigheden niet bereid om nog meer van hun soevereiniteit van hun staat op te offeren en dat fenomeen zou serieus moeten worden genomen. De EU zou meer bij de burgers verankerd moeten worden en een betere democratische legitimatie moeten krijgen. 
Ten slotte werd gesproken over een grote brij aan bevoegdheden, een onoverzichtelijke mix van supranationaliteit, intergouvernementaliteit en protocollen die tot rechtsonzekerheid kunnen leiden.
Velen deelden de bezorgdheid dat de afstand tot de burgers in de lidstaten te groot kan worden.

## Ontwikkeling van de Europese Unie
|                          |                                        |                                                          |                                                          |                                                          |                                                          |                           |                           |                    |      |          |      |
| 1948                     | 1952                                   | 1958                                                     | 1967                                                     | 1987                                                     | 1993                                                     | 1993                      | 1999                      | 2002               | 2003 | 2009     | 2011 |
| Brussel                  | EGKS                                   | EEG / Euratom                                            | Fusieverdrag                                             | Europese Akte                                            | EU-Verdrag                                               | EU-Verdrag                | Amsterdam                 |                    | Nice | Lissabon |      |
|                          |                                        |                                                          | Europese Gemeenschap voor Kolen en Staal (EGKS)          |                                                          |                                                          |                           |                           |                    |      |          |      |
|                          |                                        | Europese Gemeenschap voor Atoomenergie (EURATOM)         |                                                          |                                                          |                                                          |                           |                           |                    |      |          |      |
|                          | Europese Economische Gemeenschap (EEG) | Europese Economische Gemeenschap (EEG)                   | → P Ĳ L E R S →                                          |                                                          | Europese Gemeenschap (EG)                                | Europese Gemeenschap (EG) | Europese Gemeenschap (EG) | Europese Unie (EU) |      |          |      |
|                          | ↑Europese Gemeenschappen↑              | ↑Europese Gemeenschappen↑                                | ↑Europese Gemeenschappen↑                                | Justitie & Binnenlandse Zaken (JBZ)                      | Europese Gemeenschap (EG)                                | Europese Gemeenschap (EG) | Europese Gemeenschap (EG) | Europese Unie (EU) |      |          |      |
|                          |                                        | Politiële & justitiële samenwerking in strafzaken (PJSS) | → P Ĳ L E R S →                                          |                                                          |                                                          |                           |                           | Europese Unie (EU) |      |          |      |
|                          | Europese politieke samenwerking (EPS)  | Gemeenschappelijk buitenlands & veiligheidsbeleid (GBVB) | Gemeenschappelijk buitenlands & veiligheidsbeleid (GBVB) | Gemeenschappelijk buitenlands & veiligheidsbeleid (GBVB) | Gemeenschappelijk buitenlands & veiligheidsbeleid (GBVB) |                           |                           | Europese Unie (EU) |      |          |      |
|                          | Europese politieke samenwerking (EPS)  |                                                          |                                                          |                                                          |                                                          |                           |                           | Europese Unie (EU) |      |          |      |
| West-Europese Unie (WEU) |                                        |                                                          |                                                          |                                                          |                                                          |                           |                           | Europese Unie (EU) |      |          |      |
|                          |                                        |                                                          |                                                          |                                                          |                                                          |                           |                           |                    |      |          |      |

## Handtekeningen
|                   |                     |                              |                    |                      |                     |                 |                    |                    |
| Vlag van België   | Vlag van Denemarken | Vlag van Finland             | Vlag van Frankrijk | Vlag van Griekenland | Vlag van Ierland    | Vlag van Italië | Vlag van Luxemburg | Vlag van Nederland |
|                   |                     |                              |                    |                      |                     |                 |                    |                    |
| Vlag van Portugal | Vlag van Spanje     | Vlag van Verenigd Koninkrijk | Vlag van Zweden    | Vlag van Duitsland   | Vlag van Oostenrijk |                 |                    |                    |

## Externe bronnen
- Verdrag van Amsterdam, Publicatieblad Nr. C 340 van 10 november 1997
- Goedkeuringswet Verdrag van Amsterdam (met Kamerstukken) Website Ministerie van Buitenlandse Zaken
- The Amsterdam treaty: a comprehensive guide; Nederlands: Het verdrag van Amsterdam: gebruiksaanwijzing.
- Redactie van NRC Handelsblad: Europese Top in Amsterdam: verzameling artikels uit 1997 over de top van Amsterdam en het verdrag.